# Рено–Нисан алијанса
Рено–Нисан–Мицубиши алијанса (Renault–Nissan–Mitsubishi Alliance) је француско-јапанско стратешко партнерство између произвођача аутомобила Рено, Нисан и Мицубиши.
Компанија, чије стратешко партнерство датира од 1999. године, има близу 450.000 запослених и контролише девет великих брендова: Нисан, Рено, Инфинити, Рено Самсунг моторс, Дачија, Датсун, Венуција, Лада и Мицубиши моторс. Алијанса је 2013. године продала 8,3 милиона аутомобила широм света, иза Тојоте, Џенерал моторса и Фолксваген групе. Према подацима из 2015. године Рено и Нисан заједно били су трећи произвођачи на свету са 8,2 милиона јединица.
Стратешко партнерство између Реноа и Нисана није спајање или аквизиција. Ове две компаније су спојене кроз споразумно унакрсним дељењем власничких удела. Данас Рено има 43,4% Нисанових деоница, а јапански произвођач 15% деоница Реноа.
Сама алијанса је значајно проширила своје пословање, додатно формирајући партнерство са произвођачима аутомобила, укључујући немачки Дајмлер, кинсески Донгфенг мотор и руски АвтоВАЗ. У АвтоВАЗ-у алијанса поседује 26,3 одсто акција. Новемвра 2016, компанија Нисан купује 34 одсто удела у Мицубиши моторсу, чиме је постао његов највећи акционар. Ове две јапанске компаније сарађиваће у набавци и снажнијој локализацији производа, дељењу фабрика, платформи и технологија и повећати присутност обе марке на развијеним тржиштима, као и она у развоју.